# Cadillacs i Dinosaures
Cadillacs i Dinosaures és una sèrie animada de televisió estatunidenca produïda per la companyies De Souza Productions, Galaxy Films i Nelvana, que es va estrenar a la CBS en la temporada 1993-1994, amb una sola temporada de 13 episodis. Es va basar en els còmics Xenozoic Tales de Mark Schultz, el qual va ser adaptat pel guionista Steven E. de Souza, qui va adquirir els drets televisius després de produir el videojoc Cadillacs and Dinosaurs. La sèrie tractava importants temes de caràcter polític i ecològic en el desenvolupament de la trama.
Va ser doblada al valencià i emesa per Canal 9 en l'any 1998, dins del programa infantil Babalà.

## Sinopsi
Ambientada a l'any 2513, presenta un món selvàtic postapocalíptic en què la ciutat de Nova York ha quedat en ruïnes, a causa d'una catàstrofe que mai no s'explícita. La societat ha hagut d'aprendre de nou a fer servir la tecnologia del segle xx, amb èxit relatiu. En aquest escenari, Jack Tenrec és el líder dels "Mecànics", un grup de lluitadors per la llibertat ecològica que han preservat coneixements del "Vell Món". La companya de Tenrec és Hannah Dundee, una reticent ambaixadora de Wasoon, un indret més endarrerit tecnològicament que Nova York (ara coneguda com "la Ciutat del Mar"), Dundee contracta Tenrec d'enllaç per reconnectar la seua terra d'origen amb la civilització moderna, tot enfrontant-se als greus problemes que viu la humanitat en aquest entorn futurista. Per un altre costat, moltes espècies de dinosaures han reaparegut sobre la faç del planeta de manera espontània; una altra espècie són els "Griths", una sort de llangardaixos intel·ligents.
Els "Mecànics" també tenen els seus opositors: el Consell de Governadors del triumvirat -del qual forma part la nèmesi de Tenrec, Wilhelmina Scharnhorst-, i la colla d'Hammer Terhune.